# Saint-Macaire-du-Bois
Saint-Macaire-du-Bois is een gemeente in het Franse departement Maine-et-Loire (regio Pays de la Loire) en telt 388 inwoners (1999). De plaats maakt deel uit van het arrondissement Saumur.

## Geografie
De oppervlakte van Saint-Macaire-du-Bois bedraagt 12,9 km², de bevolkingsdichtheid is 30,1 inwoners per km².
De onderstaande kaart toont de ligging van Saint-Macaire-du-Bois met de belangrijkste infrastructuur en aangrenzende gemeenten.

## Demografie
Onderstaande figuur toont het verloop van het inwonertal (bron: INSEE-tellingen).